# Luke Walton
Luke Theodore Walton (San Diego, 28 de março de 1980) é um ex-jogador e treinador de basquete profissional que atualmente é assistente técnico do Detroit Pistons da National Basketball Association (NBA). 
Ele jogou 10 temporadas na NBA como ala, conquistando dois campeonatos da NBA com o Los Angeles Lakers. Ele também conquistou um título como assistente técnico do Golden State Warriors antes de ser o treinador principal dos Lakers de 2016 a 2019. Além disso, Walton atuou como treinador principal do Sacramento Kings de 2019 a 2021.
Ele foi selecionado na segunda rodada do draft da NBA de 2003 pelos Lakers. Após as Finais da NBA de 2010, Walton e seu pai, Bill Walton, tornaram-se o primeiro pai e filho a terem ambos conquistado múltiplos títulos da NBA: Bill ganhou em 1977 e 1986 e Luke em 2009 e 2010.
Como treinador interino dos Warriors na temporada 2015-16, ele guiou a equipe para a mais longa sequência de vitórias para abrir uma temporada na história da liga com 24 jogos.

## Primeiros anos
Filho de Susie e do ex-astro da NBA, Bill Walton, Luke Walton nasceu em San Diego, Califórnia. Ele foi nomeado em homenagem ao amigo próximo de seu pai e ex-companheiro de equipe do Portland Trail Blazers, Maurice Lucas. Ele tem três irmãos: Adam, Nathan e Chris. 
Walton frequentou a University of San Diego High School em San Diego, Califórnia, formando-se em 1998.

## Carreira universitária
Walton jogou basquete na Universidade do Arizona sob o comando do treinador Lute Olson. Selecionado duas vezes para a Primeira-Equipe da  Pac-10, seu melhor ano estatisticamente foi seu terceiro, quando teve médias de 15,7 pontos, 7,3 rebotes, 6,3 assistências e 1,6 roubos de bola. Durante seu último ano, ele teve médias de 10,8 pontos, 5,6 rebotes, 5,1 assistências e 0,9 roubos de bola.
Walton se formou na Universidade do Arizona na primavera de 2003, após concluir seus estudos em estudos familiares e desenvolvimento humano.

## Carreira profissional

### Los Angeles Lakers (2003–2012)
Walton foi selecionado pelo Los Angeles Lakers no draft da NBA de 2003 como a segunda escolha da segunda rodada (32º no geral). Durante seus nove anos com os Lakers, Walton era um favorito dos fãs e ganhou a reputação de ser um jogador reserva abnegado e trabalhador.
Na temporada de 2006-07, Walton teve seu melhor ano na NBA. Ele registrou suas melhores médias por jogo de minutos, porcentagem de arremessos de quadra, roubos de bola, bloqueios, rebotes, assistências e pontos como ala titular dos Lakers. Após a temporada, em 12 de julho de 2007, Walton assinou um contrato de 6 anos e US$30 milhões com os Lakers. Os Lakers então fizeram três corridas consecutivas para as Finais da NBA; eles perderam para o Boston Celtics em 2008, mas derrotaram o Orlando Magic em 2009 e os Celtics em 2010 para conquistar títulos consecutivos. Isso deu a Walton dois título como jogador, a mesma quantidade que seu pai ganhou.

### Cleveland Cavaliers (2012–2013)
Em 15 de março de 2012, Walton foi negociado, junto com Jason Kapono e uma escolha de primeira rodada do draft da NBA de 2012, para o Cleveland Cavaliers em troca de Ramon Sessions e Christian Eyenga.
Um ano depois seriam os últimos dias de Walton como jogador da NBA, já que seu último jogo foi em 5 de abril de 2013, em uma vitória por 97-91 sobre o Boston Celtics. Em seu último jogo, Walton registrou 2 assistências em 3 minutos de tempo de jogo.

## Carreira como treinador

### Começo
A primeira experiência de treinamento de Walton foi com a Universidade de Memphis, que o contratou como assistente técnico durante o lockout da NBA em 2011. Ele permaneceu como assistente em Memphis até o fim do lockout.
Após sua aposentadoria, Walton foi contratado como treinador de desenvolvimento de jogadores pelo Los Angeles D-Fenders da G-League, juntando-se à equipe em novembro de 2013 para a temporada de 2013-14.

### Golden State Warriors (2014–2016)
Na temporada de 2014-15, Walton se tornou assistente técnico do Golden State Warriors. Disse Walton: "Vamos usar partes do sistema de jogo triangulo e eu conheço aquilo de trás para frente". Os Warriors venceram as Finais da NBA de 2015 depois de derrotarem o Cleveland Cavaliers em seis jogos, dando a Walton seu terceiro título da NBA e o primeiro como treinador.
Durante o campo de treinamento da temporada de 2015-16, Walton foi nomeado treinador interino dos Warriors quando Steve Kerr tirou uma licença por tempo indeterminado para reabilitar as costas, que o incomodaram após as Finais da NBA. Walton estreou como treinador na abertura da temporada em 27 de outubro, em uma vitória por 111-95 sobre o New Orleans Pelicans. Três jogos depois, ele presidiu a maior margem de vitória na história da franquia quando os Warriors derrotaram o Memphis Grizzlies por 119-69, que também foi a maior margem da liga desde 1991. Os Warriors estabeleceram um novo recorde da NBA, vencendo seus quatro primeiros jogos com uma margem total de 100 pontos. Com uma vitória sobre o Los Angeles Lakers em 24 de novembro, ele guiou os Warriors para a 16ª vitória consecutiva para começar a temporada, um novo recorde da NBA.
Walton foi nomeado o Treinador do Mês da Conferência Oeste da NBA para os jogos disputados em outubro e novembro, depois de guiar o Golden State para um início de 19-0. Ele recebeu o prêmio mesmo tecnicamente estando sem vitórias, já que o recorde dos Warriors foi creditado a Kerr. Como Kerr ainda era o treinador principal, as regras da NBA estipulavam que o recorde da equipe sob um treinador interino fosse creditado ao treinador principal, embora a liga considerasse alterar a regra dada o caso de Walton. No entanto, a NBA permite que um treinador interino seja elegível para os prêmios. Eles estavam 39-4, o segundo melhor início na história da liga, quando Kerr retomou o comando em tempo integral em 22 de janeiro de 2016. O Golden State terminou a temporada com um recorde da NBA de 73-9 e Kerr ganhou o Prêmio de Técnico do Ano da NBA. Kerr teve Walton, que treinou mais jogos durante a temporada do que Kerr (43-39), sentado ao seu lado no pódio na coletiva de imprensa do prêmio. Walton terminou em nono na votação, recebendo um voto em segundo lugar e dois em terceiro.

### Los Angeles Lakers (2016–2019)
Em 29 de abril de 2016, os Lakers contrataram Walton para se tornar seu novo treinador principal assim que a temporada dos Warriors terminasse nas Finais da NBA de 2016.
Em sua primeira temporada com os Lakers, a equipe melhorou seu pior recorde da franquia de 17-65 do ano anterior, terminando com 26-56. Durante a temporada, Mitch Kupchak e Jim Buss foram substituídos por Magic Johnson e Rob Pelinka. Johnson e Pelinka falaram muito bem de Walton e afirmaram que ele permaneceria como treinador principal da equipe. Os Lakers venceram cinco de seus últimos seis jogos da temporada, trazendo algum impulso para a entressafra.
A segunda temporada de Walton com os Lakers viu outra ligeira melhoria, com a equipe terminando com 35-47, seu melhor recorde desde a temporada de 2012-13.
Na temporada de 2018-19, os Lakers tinham grandes expectativas depois de contratar LeBron James. Junto com James e um núcleo de jovens promessas, a diretoria completou o elenco com veteranos em contratos de um ano, um grupo rico em manipuladores de bola, mas carente de arremessadores. Depois que a equipe começou a temporada com um recorde de 2-5, Magic Johnson repreendeu Walton e exigiu resultados imediatos. Os Lakers estavam com um recorde de 20-14 após uma vitória no Natal sobre o Golden State Warriors, mas James e Rajon Rondo se machucaram durante o jogo, o que começou uma queda da qual a equipe nunca se recuperou, encerrando a temporada com um recorde de 37-45. Como equipe, os jogadores dos Lakers perderam mais de 210 jogos devido a lesões e Walton utilizou mais de 25 escalações iniciais diferentes durante a temporada. 
Antes do jogo final da temporada, Magic Johnson renunciou, citando entre suas razões que desejava evitar conflitos com a proprietária Jeanie Buss, que apoiava Walton, enquanto Johnson planejava demiti-lo. Dias depois, em 12 de abril de 2019, Walton e os Lakers concordaram em se separar mutuamente. Os Lakers tiveram um recorde de 98-148 sob o comando de Walton e não se classificaram para os playoffs em nenhuma das três temporadas.

### Sacramento Kings (2019–2021)
Em 14 de abril de 2019, Walton foi contratado pelo Sacramento Kings como seu treinador principal. Ele e o gerente geral dos Kings, Vlade Divac, haviam sido companheiros de equipe nos Lakers na temporada de 2004–05, que foi a última temporada de Divac na NBA depois de passar seis temporadas com o Sacramento.
Os Kings começaram a temporada de 2019-20 com um recorde de 0-5 após perderem o ala Marvin Bagley III por semanas quando ele sofreu uma fratura no polegar nos minutos finais de uma derrota na abertura da temporada para o Phoenix Suns. Sacramento se recuperou de seu início lento para vencer seis de seus próximos oito jogos. Eles terminaram a temporada com um recorde de 31-41 e Divac renunciou após a temporada. Os Kings terminaram com um recorde de 31-41 novamente na temporada de 2020-21, estendendo o jejum de playoffs da franquia para 15 temporadas, que era a maior sequência ativa na liga. Em 21 de novembro de 2021, os Kings demitiram Walton após um início de 6-11 na temporada de 2021-22. Ele teve um recorde de 68-93 em suas duas temporadas e meia com a equipe.

### Cleveland Cavaliers (2022–2024)
Em 31 de maio de 2022, o Cleveland Cavaliers contratou Walton como assistente técnico de J. B. Bickerstaff.

### Detroit Pistons (2024–Presente)
Em 12 de julho de 2024, o Detroit Pistons contratou Walton como assistente técnico principal de J. B. Bickerstaff.

## Vida pessoal
Em dezembro de 2008, uma mulher chamada Stacy Elizabeth Beshear se declarou não culpada das acusações de perseguição a Walton. Em certo momento, ela se aproximou do carro de Walton e "fingiu disparar tiros contra ele com a mão". Ela foi condenada a três anos de liberdade condicional, ordenada a frequentar sessões semanais de aconselhamento por um ano e proibida de se aproximar por três anos da casa de Walton e dos jogos e treinos dos Lakers.
Em 2009, Walton e seu pai se tornaram o terceiro duo pai-filho a ganhar títulos da NBA como jogadores, seguindo os Guokases (Matt Sr. e Matt Jr.) e os Barrys (Rick e Brent). Os Waltons depois se tornaram o primeiro duo pai-filho a ganhar múltiplos títulos da NBA.
Walton se casou com sua namorada de longa data, Bre Ladd, em 2013. Os dois se conheceram em 2002 na Universidade do Arizona, onde ela jogava vôlei no time universitário e começaram a namorar em 2005. Eles têm dois filhos.
Em 22 de abril de 2019, a ex-apresentadora da Spectrum SportsNet, Kelli Tennant, entrou com uma ação civil contra Walton, acusando-o de agressão sexual. Eles haviam aparecido juntos na rede durante o breve período de Walton como locutor. Tennant publicou um livro em 2014, que o credita como autor do prefácio, o que ele mais tarde negou ter escrito. Ela alegou que a agressão ocorreu depois, quando ela entregou uma cópia do livro a Walton em um hotel em Santa Monica, Califórnia, enquanto ele era assistente do Golden State Warriors. Segundo Tennant, ele a convidou para seu quarto, onde a prendeu na cama. Ele beijou seu rosto, pescoço e peito e apalpou seus seios e área genital. Ela disse que depois ele esfregou sua ereção em sua perna. Walton negou as acusações; ele reconheceu o encontro no hotel, mas escreveu em documentos judiciais que "o encontro deles foi muito curto, totalmente agradável e consensual". Os Kings e a NBA iniciaram uma investigação conjunta sobre as alegações de Tennant contra Walton. Em agosto, os investigadores concluíram que não havia "base suficiente para apoiar" as acusações. Tennant se recusou a participar da investigação. Em 5 de dezembro, a ação judicial foi retirada a pedido dela, com registros mostrando que foi arquivada "com preconceito", o que significa que ela não pode apresentar novamente. Não se sabe se um acordo foi alcançado.

## Estatísticas da NBA

### Como jogador

#### Temporada regular
| Ano      | Equipe      | PJ  | PT  | MPJ  | AP   | 3P   | LL   | RT  | AS  | BR  | TO | PPJ  |
| -------- | ----------- | --- | --- | ---- | ---- | ---- | ---- | --- | --- | --- | -- | ---- |
| 2003–04  | L.A. Lakers | 72  | 2   | 10.1 | .425 | .333 | .705 | 1.8 | 1.6 | .4  | .1 | 2.4  |
| 2004–05  | L.A. Lakers | 61  | 5   | 12.6 | .411 | .262 | .708 | 2.3 | 1.5 | .4  | .2 | 3.2  |
| 2005–06  | L.A. Lakers | 69  | 6   | 19.3 | .412 | .327 | .750 | 3.6 | 2.3 | .6  | .2 | 5.0  |
| 2006–07  | L.A. Lakers | 60  | 60  | 33.0 | .474 | .387 | .745 | 5.0 | 4.3 | 1.0 | .4 | 11.4 |
| 2007–08  | L.A. Lakers | 74  | 31  | 23.4 | .450 | .333 | .706 | 3.9 | 2.9 | .8  | .2 | 7.2  |
| 2008–09† | L.A. Lakers | 65  | 34  | 17.9 | .436 | .298 | .719 | 2.8 | 2.7 | .5  | .2 | 5.0  |
| 2009–10† | L.A. Lakers | 29  | 0   | 9.4  | .357 | .412 | .500 | 1.3 | 1.4 | .3  | .0 | 2.4  |
| 2010–11  | L.A. Lakers | 54  | 0   | 9.0  | .328 | .235 | .700 | 1.2 | 1.1 | .2  | .1 | 1.7  |
| 2011–12  | L.A. Lakers | 9   | 0   | 7.2  | .429 | .000 | .000 | 1.6 | .6  | .2  | .0 | 1.3  |
| 2011–12  | Cleveland   | 21  | 0   | 14.2 | .353 | .438 | .000 | 1.7 | 1.4 | .1  | .0 | 2.0  |
| 2012–13  | Cleveland   | 50  | 0   | 17.1 | .392 | .299 | .500 | 2.9 | 3.3 | .8  | .3 | 3.4  |
| Carreira | Carreira    | 564 | 138 | 15.7 | .406 | .302 | .548 | 2.5 | 2.1 | .4  | .1 | 4.0  |

#### Playoffs
| Ano      | Equipe      | PJ | PT | MPJ  | AP   | 3P   | LL    | RT  | AS  | BR  | TO | PPJ  |
| -------- | ----------- | -- | -- | ---- | ---- | ---- | ----- | --- | --- | --- | -- | ---- |
| 2004     | L.A. Lakers | 17 | 0  | 7.9  | .345 | .385 | .700  | 1.3 | 1.5 | .4  | .1 | 1.9  |
| 2006     | L.A. Lakers | 7  | 7  | 33.6 | .458 | .364 | 1.000 | 6.4 | 1.7 | 1.0 | .1 | 12.1 |
| 2007     | L.A. Lakers | 5  | 5  | 25.6 | .389 | .417 | .750  | 4.2 | 2.6 | 1.4 | .2 | 7.2  |
| 2008     | L.A. Lakers | 21 | 0  | 16.8 | .454 | .423 | .722  | 2.6 | 2.0 | .5  | .2 | 6.0  |
| 2009†    | L.A. Lakers | 21 | 0  | 15.8 | .427 | .313 | .611  | 2.5 | 2.1 | .7  | .1 | 3.8  |
| 2010†    | L.A. Lakers | 16 | 0  | 6.0  | .304 | .222 | .500  | .5  | .9  | .1  | .1 | 1.1  |
| 2011     | L.A. Lakers | 1  | 0  | 4.0  | .000 | .000 | .000  | 1.0 | .0  | .0  | .0 | .0   |
| Carreira | Carreira    | 88 | 12 | 15.6 | .339 | .303 | .611  | 2.6 | 1.5 | .5  | .1 | 4.5  |

### Como treinador
| Temporada   | Time     | Temporada Regular | Temporada Regular | Temporada Regular | Temporada Regular | Temporada Regular | Playoffs | Playoffs | Playoffs | Playoffs | Playoffs                 |
| Temporada   | Time     | Jogos             | Vitórias          | Derrotas          | %                 | Classificação     | Jogos    | Vitórias | Derrotas | %        | Resultado                |
| ----------- | -------- | ----------------- | ----------------- | ----------------- | ----------------- | ----------------- | -------- | -------- | -------- | -------- | ------------------------ |
| L.A. Lakers | 2017–18  | 82                | 35                | 47                | .427              | 3º no Pacifico    | —        | —        | —        | —        | Não foi para os playoffs |
| L.A. Lakers | 2018–19  | 82                | 37                | 45                | .451              | 4º no Pacifico    | —        | —        | —        | —        | Não foi para os playoffs |
| Sacramento  | 2019–20  | 72                | 31                | 41                | .431              | 4º no Pacifico    | —        | —        | —        | —        | Não foi para os playoffs |
| Sacramento  | 2020–21  | 72                | 31                | 41                | .431              | 5º no Pacifico    | —        | —        | —        | —        | Não foi para os playoffs |
| Sacramento  | 2021–22  | 17                | 6                 | 11                | .353              | (Despedido)       | —        | —        | —        | —        | —                        |
| Carreira    | Carreira | 325               | 140               | 185               | .418              | –                 | 204      | 104      | 100      | .446     | –                        |